# Actinobacteria
Die Actinomycetota (herkömmlich Actinobacteria s. l.) bilden eine der artenreichsten Abteilungen (Divisio, englisch division, bei den Prokaryoten auch als PhylumPhyla bezeichnet) innerhalb der Domäne der Bakterien. Als „eingedeutschte“ Schreibweise findet sich auch die Bezeichnungen Actinobakterien und Aktinobakterien. Zusammen mit den Firmicutes bilden sie die große Gruppe der grampositiven Bakterien. Dabei ist ein Unterscheidungsmerkmal, dass die Vertreter der Actinomycetota einen eher hohen Gehalt der DNA-Basen Guanin und Cytosin in ihrer DNA aufweisen. Allerdings ist diese Ergänzung zur Definition nicht immer anwendbar. Das Phylum der Actinomycetota enthält derzeit (Stand 2018) neben der Klasse Actinomycetes (früher Actinobacteria s. s.) noch fünf weitere Klassen. Die Systematik der Klasse Actinobacterien hat sich in den letzten Jahren durch Verwendung phylogenetischer Methoden, mit der die Stammesgeschichte und die verwandtschaftlichen Beziehungen der Bakterien untereinander geklärt werden, deutlich geändert. Mit Stand 2018 enthielt die Klasse neun Ordnungen, darunter die Actinomycetales.

## Merkmale

### Erscheinungsbild

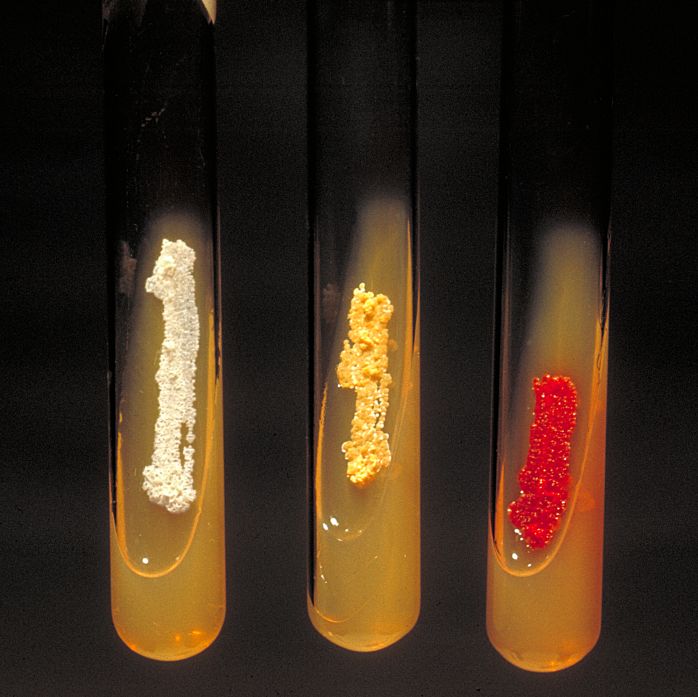
Kolonien von Actinobacteria in Schrägagarröhrchen, hierbei bildet Actinomadura madurae weiße, Nocardia asteroides gelbe und Micromonospora-Arten rote Kolonien (von links nach rechts).

Die Actinobacteria sind grampositive Bakterien. Ihre Zellen können die Form von Stäbchen oder Kokken oder Coryneformen aufweisen. Einige Vertreter sind filamentös und mehrzellig, viele können Exosporen bilden. Sie bilden zusammen mit den Firmicutes die große Gruppe der grampositiven Bakterien. Auf geeigneten Nährmedien wachsen die Zellen zu sichtbaren Kolonien heran. Hierbei fallen viele Vertreter der Actinobacteria bereits auf, da ihre Kolonien nicht glatt, sondern runzlig aussehen.

### Chemotaxonomische Merkmale
Die Actinobacteria sind Bakterien mit hohem GC-Gehalt, also einem hohen Anteil der Nukleinbasen (Guanin und Cytosin) in der Bakterien-DNA. Konkret versteht man darunter einen GC-Gehalt von mehr als 55 Molprozent. Dies trifft auf die Mehrzahl der Vertreter zu, allerdings nicht auf alle, so dass diese Definition allein nicht ausreicht.

### Wachstum und Stoffwechsel
Actinobacteria verfügen über vielfältige Stoffwechselwege, lediglich photosynthetisch aktive Vertreter sind nicht bekannt. Einige Stoffwechselwege sind auf die Actinobacteria beschränkt und kommen nicht bei anderen Prokaryoten vor. Der Stoffwechsel der meisten Vertreter der Actinobacteria ist als chemoorganotroph und heterotroph zu kennzeichnen, sie benutzen organische Verbindungen als Energiequelle und ebenso zum Aufbau zelleigener Stoffe. Dabei nutzen sie entweder die aerobe Atmung zum Abbau der Substrate oder führen eine Gärung durch. Dementsprechend kann ihr Verhalten zum in der Luft enthaltenen Sauerstoff variieren: Die Vertreter können strikt aerob, fakultativ anaerob, mikroaerophil oder strikt anaerob wachsen.
Die Actinobacteria sind auch hinsichtlich bestimmter Stoffwechselprodukte außergewöhnlich. So findet sich unter anderem bei den Vertretern der Familie der Mycobacteriaceae (Mykobakterien) ein hoher Lipidanteil im Peptidoglycan der bakteriellen Zellwand. Die darin enthaltenen Mykolsäuren sind eine Besonderheit einiger Familien innerhalb der Klasse der Actinobacteria und führen dazu, dass die Zellwand hydrophob ist, was auch als säurefeste Zellwand bezeichnet wird. Auch der Syntheseweg dieser Lipide ist ungewöhnlich, daran beteiligt sind Enzymkomplexe, die als Polyketid-Synthasen bezeichnet werden.

Strukturformel von Mycothiol

Eine Besonderheit der Actinobacteria ist die Produktion von Mycothiol anstelle von Glutathion. Mycothiol unterliegt nicht in dem Maß der Autoxidation, wie dies bei Glutathion der Fall ist. Es wirkt als Oxidationsschutz (Antioxidans) der Aminosäure Cystein. Zwei Cysteinreste können miteinander eine Disulfidbrücke bilden, die in Proteinen an der Ausbildung der Tertiär- und Quartärstrukturbeteiligt ist. Weiterhin dient Mycothiol wegen der enthaltenen Thiolgruppe als Vorrat an Thiol, das dabei hilft, eine reduzierende Umgebung innerhalb der Zelle aufrechtzuerhalten und so gegen den oxidativen Stress zu schützen.
Die Familie Streptomycetaceae mit der Gattung Streptomyces sind ein weiteres interessantes Beispiel aus dem Phylum Actinobacteria, da sie für ungewöhnliche Stoffwechselwege bekannt sind. Außerdem produzieren sie vielfältige Sekundärprodukte, wie beispielsweise Antibiotika und Geosmine, die den typischen Erdgeruch verursachen.

## Vorkommen und Bedeutung
Actinobacteria sind in der Umwelt weit verbreitet, Böden und Gewässer sind typische Habitate. Unter den Actinobacteria findet man zahlreiche Vertreter, die in der Natur Schadstoffe und komplexe Verbindungen abbauen oder als Symbionten oder Krankheitserreger eine wichtige Rolle spielen. Beispiele hierfür sind Arten aus den Gattungen Mycobacterium und Actinomyces.
Actinobacteria, vor allem die Gruppe der Actinomycetales, sind die Quelle der meisten Antibiotika, die heute verwendet werden.

## Systematik

### Historische Entwicklung
Die Systematik der Actinobacteria bzw. der dazu gezählten Vertreter hat sich mehrfach geändert. Aus dem Gattungsnamen Actinomyces, der 1839 von Corda für die bei Rindern entdeckte Bakterienart Actinomyces bovis verwendet wurde, entwickelte sich die Bezeichnung Aktinomyzeten, einer nicht klar definierten Gruppe morphologisch ähnlicher Mikroorganismen. Auch die Gattungsnamen der Vertreter unterlagen zahlreichen Änderungen. Bei den früher als Strahlenpilze bezeichneten Aktinomyzeten liegt dies u. a. daran, dass sie, obwohl sie Bakterien sind, vom Erscheinungsbild her den Pilzen ähneln. Der Gattungsname Streptomyces (Waksman und Henrici 1943) vereinigt die für die Gruppe zuerst verwendeten Bezeichnungen Streptothrix und Actinomyces.
Aus der zunächst nicht klar abgegrenzten Gruppe der Aktinomyzeten entwickelte sich die Ordnung der Actinomycetales, die von Buchanan 1917 beschrieben wurde. In den 1950er und 1960er Jahren wurden zahlreiche neue Arten entdeckt, die als Sporoaktinomyzeten und Coryneforme bezeichnet wurden und Ähnlichkeit mit den Aktinomyzeten aufwiesen. Allerdings zeigten die bekannten Vertreter eine breite phänotypische Heterogenität, so dass die nicht einheitlichen Systeme zur Klassifizierung eine taxonomische Einordnung erschwerten. Dies wurde in den 1980er Jahren durch die international abgestimmte Systematik der Bakterien verbessert. Außerdem wurden neben morphologischen und biochemischen auch zunehmend chemotaxonomische Merkmale für die Klassifizierung herangezogen. Dies erleichterte zwar die Zuordnung zu einer Gattung, führte aber dazu, dass höhere Taxa (wie die Ordnung oder Klasse) als eine uneinheitlich zusammengesetzte Gruppe erschienen.
In den 1990er Jahren wurde neben der Ordnung Actinomycetales auch die Klasse Actinomycetes geführt, eine Zuordnung von weiteren grampositiven Bakterien mit hohem GC-Gehalt nur aufgrund morphologischer und chemotaxonomischer Merkmale wurde zunehmend schwieriger. Die Möglichkeit, genetische Untersuchungen (z. B. DNA-Sequenzierung) durchzuführen, brachte neue Erkenntnisse für die Systematik der Bakterien und half bei der Aufklärung der Stammesgeschichte und der verwandtschaftlichen Beziehungen der Mikroorganismen untereinander (phylogenetischer Baum). Insbesondere trifft dies bei Bakterien auf die Untersuchung der 16S rRNA, ein für Prokaryoten typischer Vertreter der ribosomalen RNA zu. Auf diesen Ergebnissen basierend schlugen Stackebrandt et al. 1997 ein neues Klassifikationssystem vor. Dabei wurde die Klasse Actinobacteria mit den Actinobacteridae als Unterklasse eingeführt.
Für die molekular-phylogenetische Baumkonstruktion wurden von Zhi, Li und Stackebrand die Neighbor-Joining-, die Maximum-Parsimony- und die Maximum-Likelihood-Analyse-Methoden verwendet. Damit legten sie Muster von Signatur-Nukleotiden der 16S rRNA (englisch “patterns of 16S rRNA signature nucleotides”) fest, durch die die höheren Taxa (Familie bis Unterklasse) definiert werden. Angegeben ist die Position des Nukleotids in der rRNA und welches Nukleotid – abgekürzt über die enthaltenen Nukleobasen, nämlich Adenin (A), Guanin (G), Cytosin (C) und Uracil (U) – dort enthalten ist. Durch die Entdeckung neuer Arten und deren Zuordnung zu neuen Gattungen wurde es erforderlich, die Muster von Signatur-Nukleotiden der 16S rRNA anzupassen. Dies führte 2009 zu einem „Update“ der Definition der höheren Taxa in der Klasse Actinobacteria durch Zhi et al. Auch hier wurden noch die Taxa Unterklasse und Unterordnung verwendet.
Diese beiden Ansätze wurden 2012 in der 2. Auflage des Bergey’s Manual of Systematic Bacteriology aufgenommen, dem Standardwerk für die Systematik der Bakterien. Darin wurden die Unterklassen zu Klassen und die Unterordnungen zu Ordnungen angehoben. Die neue Systematik beinhaltet auch, dass ähnliche Taxongruppen zu einer zusammengefasst wurden oder umgekehrt, dass eine Taxongruppe geteilt wurde, wenn ihre Mitglieder zu unterschiedlich waren, oder dass Gattungen in eine andere Familie gestellt wurden.

“It is not the ‘truth’, but an attempt to bring rational order to a group of related organisms, at least for the time being.”

„Es ist nicht die ‚Wahrheit‘, aber ein Versuch, eine vernünftige Ordnung in eine Gruppe verwandter Organismen zu bringen, zumindest zur Zeit.“

### Aktuelle Systematik
In der aktuellen Systematik wird auf die Unterklassen verzichtet und die Anzahl der Unterordnungen wurde verringert. Außerdem wurde von Cavalier-Smith 2002 noch das Phylum der Actinobacteria als übergeordnetes Taxon eingeführt.
Aktuell (Stand 2018) entält die Klasse Actinobacteria neun Ordnungen, die Acidothermales, die Actinomycetales, die Bifidobacteriales, die Frankiales, die Geodermatophilales, die Kineosporiales, die Micrococcales, die Nakamurellales und die Nitriliruptorales. Gemäß dem in der 2. Auflage des Bergey’s Manual of Systematic Bacteriology 2012 festgelegten Konzept kämen zahlreiche weitere Ordnungen hinzu, die vorher Unterordnungen der Actinomycetales waren, wie beispielsweise die „Corynebacteriales“ (Corynebacterineae). Allerdings kennzeichnen die Autoren diese Fälle als eine vorläufige Einschätzung. Somit bleibt die artenreiche Ordnung Actinomycetales (siehe dort) zunächst in mehrere Unterordnungen aufgeteilt. Zahlreiche bekannte Vertreter der Actinobacteria sind in dieser Ordnung enthalten, beispielsweise in der Unterordnung Actinomycineae die Familie Actinomycetaceae (mit der Typusgattung Actinomyces), die Streptomycetaceae in der Unterordnung Streptomycineae sowie die Corynebacteriaceae, die Mycobacteriaceae und die Nocardiaceae in der Unterordnung Corynebacterineae.
Bei der Beschreibung der Klasse Actinobacteria Stackebrandt et al. 1997 wurde versäumt, einen nomenklaturischen Typus festzulegen, der die Grundlage zur Definition und Benennung eines übergeordneten Taxons bildet. Nach den Regeln des International Code of Nomenclature of Bacteria ist das Taxon damit eigentlich unzulässig. In der 2. Auflage des Bergey’s Manual of Systematic Bacteriology wird dieser Fauxpas erwähnt, aber trotzdem über die Klasse Actinobacteria (und nicht die Klasse „Actinobacteria“) berichtet und die Vermutung geäußert, die Judicial Commission (in etwa „richterliche oder unparteiische Kommission“) der Internationalen Kommission für die Systematik der Prokaryoten (International Committee on Systematics of Prokaryotes, ICSP) werde die Ordnung Actinomycetales als Typus festlegen.
Das Phylum der Actinobacteria enthält derzeit (Stand Januar 2024) neben der Typus-Klasse einige weitere Klassen wie folgt:
Phylum Actinomycetota Goodfellow 2021 [„Actinobacteria“ s. l.]
- Klasse Acidimicrobiia Norris 2013

- Ordnung Acidimicrobiales Stackebrandt et al. 1997

- Unterordnung „Acidimicrobineae“

- Familie Acidimicrobiaceae
- Familie Iamiaceae

- Klasse Actinomycetes Krassilnikov 1949 [Actinomycetia,[13] Actinobacteria s. s.]

- Ordnung Acidothermales Sen et al. 2014

- Familie Acidothermaceae

- Ordnung Actinomycetales Buchanan 1917
- Ordnung Bifidobacteriales Stackebrandt et al. 1997

- Familie Bifidobacteriaceae

- Ordnung Frankiales Sen et al. 2014

- Familie Cryptosporangiaceae
- Familie Frankiaceae
- Familie Sporichthyaceae

- Ordnung Geodermatophilales Sen et al. 2014

- Familie Geodermatophilaceae

- Ordnung Kineosporiales Kämpfer 2015

- Familie Kineosporiaceae

- Ordnung Micrococcales Prévot 1940

- Familie Beutenbergiaceae
- Familie Bogoriellaceae
- Familie Brevibacteriaceae
- Familie Cellulomonadaceae
- Familie Demequinaceae
- Familie Dermabacteraceae
- Familie Dermacoccaceae
- Familie Dermatophilaceae
- Familie Intrasporangiaceae
- Familie Jonesiaceae
- Familie Microbacteriaceae
- Familie Micrococcaceae
- Familie Promicromonosporaceae
- Familie Rarobacteraceae
- Familie Ruaniaceae
- Familie Sanguibacteraceae

- Ordnung Micromonosporales Genilloud 2015

- Familie Micromonosporaceae

- Ordnung Nakamurellales Sen et al. 2014

- Familie Nakamurellaceae

- Klasse Coriobacteriia König 2013

- Ordnung Anaerosomatales Khomyakova et al. 2023
- Ordnung Coriobacteriales Stackebrandt et al. 1997

- Unterordnung „Coriobacterineae“

- Familie Atopobiaceae
- Familie Coriobacteriaceae

- Ordnung Eggerthellales Gupta et al. 2013

- Familie Eggerthellaceae

- Klasse Nitriliruptoria Ludwig et al. 2013

- Ordnung Egibacterales Zhang et al. 2016

- Familie Egibacteraceae

- Ordnung Egicoccales Zhang et al. 2016
- Ordnung Euzebyales Kurahashi et al. 2010

- Familie Euzebyaceae

- Ordnung Nitriliruptorales Sorokin et al. 2009

- Familie Nitriliruptoraceae

- Ordnung Salsipaludibacterales Almeida et al. 2022

- Klasse Rubrobacteria Suzuki 2013

- Ordnung Rubrobacterales Rainey et al. 1997

- Unterordnung „Rubrobacterineae“

- Familie Rubrobacteraceae

- Klasse Thermoleophilia Suzuki & Whitman 2013

- Ordnung Gaiellales Albuquerque et al. 2012

- Familie Gaiellaceae

- Ordnung Miltoncostaeales Li et al. 2021
- Ordnung Solirubrobacterales Reddy & Garcia-Pichel 2009

- Familie Conexibacteraceae
- Familie Patulibacteraceae
- Familie Solirubrobacteraceae

- Ordnung Thermoleophilales Reddy & Garcia-Pichel 2009

- Familie Thermoleophilaceae

### Sequenzierte Organismen
Die bereits genomsequenzierten Mitglieder der Actinobacteria lassen sich durch Untersuchung orthologer Gene in ein Abstammungsverhältnis bringen. Der abgebildete phylogenetische Baum zeigt die Verwandtschaftsverhältnisse der Actinobacteria (Stand 2010).

Phylogramm (Phylogenetischer Baum) mit allen sequenzierten Actinobakterien

## Auswahl einiger Vertreter
Die Familie Acidimicrobiaceae in der Ordnung Acidimicrobiales in der Klasse Acidimicrobiia  enthält die Gattung Acidimicrobium, von der nur die Art Acidimicrobium ferrooxidans vollständig beschrieben ist. Dabei handelt es sich um stäbchenförmige Bakterien, die eher thermophil wachsen (Temperaturoptimum 45–50 °C). Der GC-Gehalt in der Bakterien-DNA liegt bei 69 Molprozent. Dem Gattungsnamen entsprechend sind sie acidophil, bevorzugen also saure pH-Werte für das Wachstum, das Optimum liegt bei einem pH-Wert von 2,0. Aus dem Artnamen lässt sich ableiten, dass sie in der Lage sind, Eisen (Elementsymbol Fe, lateinisch ferrum) zu oxidieren, tatsächlich oxidieren sie unter Verwendung von Sauerstoff als Oxidationsmittel Fe2+-Ionen zu Fe3+-Ionen. A. ferrooxidans wurde u. a. aus dem eisenhaltigen Mineral Pyrit isoliert. Es wurde nachgewiesen, dass eine Linie dieser Gattung in der Lage ist, die extrem stabilen Industriechemikalien PFOA und PFOS abzubauen.
Die Klasse Coriobacteriia enthält in der Ordnung Coriobacteriales die Familie Coriobacteriaceae mit der Typusart Coriobacterium und die Familie Atopobiaceae mit der Typusart Atopobium. Die Art Coriobacterium glomerans wurde aus dem Magen-Darm-Trakt der Gemeinen Feuerwanze (Pyrrhocoris apterus) isoliert. Die Zellen haben eine birnenartige Form und sind zu langen Ketten aneinander gereiht. Sie wachsen unter obligat anaeroben Bedingungen, bilden keine Endosporen als Überdauerungsformen und sind nicht motil. Der GC-Gehalt in der Bakterien-DNA liegt bei 60 Molprozent. Da Coriobacterium glomerans wie auch Atopobium Arten in einer Gärung Milchsäure und Essigsäure bilden, wurden sie zunächst fälschlicherweise den Gattungen Streptococcus bzw. Lactococcus zugerechnet. Diese sind zwar ebenfalls grampositiv, zählen jedoch zur Abteilung Firmicutes. Bei Atopobium Arten ist noch bemerkenswert, dass ihr GC-Gehalt in der Bakterien-DNA bei lediglich 35–46 Molprozent liegt, dies zeigt, dass die ursprüngliche Definition der Actinobacteria als grampositive Bakterien mit einem hohen GC-Gehalt nicht immer zutrifft.
Die Familie Rubrobacteraceae in der Ordnung Rubrobacterales in der Klasse Rubrobacteria enthält nur eine Gattung namens Rubrobacter. Die Arten Rubrobacter radiotolerans (ehemals Arthrobacter radiotolerans) und R. xylanophilus sind thermophil, sie wachsen optimal bei Temperaturen von 48–60 °C. R. radiotolerans wurde aus einer heißen Quelle in Japan isoliert, wobei das Wasser zuvor Gammastrahlung ausgesetzt war. Erst eine Strahlendosis von 10.000 Gray inaktiviert das Bakterium, während für eine menschliche Zelle bereits eine Strahlendosis von 5 Gray ausreicht.